# Daniel Neri
Daniel Jorge Neri Marinho ou simplesmente Daniel Neri (Amarante, 11 de julho de 1979) é um treinador de futebol português. Atualmente treina o Madureira.

## Carreira

### Início
Daniel Neri iniciou sua carreira como treinador atuando em clubes de Portugal como o Progresso e Dragon Force. Passou também pelo Porto-PE e pelas categorias de base do Sport. Em 2018, dirigiu o Flamengo-PE.

### Salgueiro
Em 02 de Maio de 2019, foi contratado pelo Salgueiro, foi campeão Pernambucano de 2020. Sendo o primeiro técnico europeu a conquistar o título estadual com um clube do interior do estado e o primeiro estrangeiro desde os anos 60 a vencer o Campeonato Pernambucano.

### Sampaio Corrêa
Em 29 de Abril de 2021, foi anunciado como treinador do Sampaio Corrêa, Foi Campeão do Campeonato Maranhense e em 27 de Maio de 2021 deixou o Clube.

### América RN
Em 31 de Maio de 2021, Foi Contratado pelo América de Natal para a disputa da Série D do Campeonato Brasileiro. Em 21 de Junho de 2021 deixou o Clube.

### Sergipe
Em 17 de Fevereiro de 2022 foi contratado pelo Sergipe. Foi Campeão do Campeonato Sergipano. Em 13 de Maio de 2022 deixou o Clube.

### Madureira
Em 04 de Dezembro de 2023, foi contratado pelo Madureira para a disputa do Campeonato Carioca de 2024.  Neri foi demitido antes da última rodada da Taça Guanabara.
Em 2025 acertou seu retorno ao tricolor suburbano.

## Estatísticas
Atualizado até 15 de fevereiro de 2025.
| Equipe         | Jogos | Vitórias | Empates | Derrotas | Aproveitamento |
| -------------- | ----- | -------- | ------- | -------- | -------------- |
| Porto–PE       | 6     | 2        | 2       | 2        | 44.44%         |
| Flamengo–PE    | 5     | 0        | 3       | 2        | 20%            |
| Salgueiro      | 53    | 22       | 18      | 13       | 52.83%         |
| Sampaio Corrêa | 4     | 2        | 2       | 0        | 66.67%         |
| América–RN     | 3     | 1        | 0       | 2        | 33.33%         |
| Sergipe        | 20    | 6        | 6       | 8        | 40%            |
| Madureira      | 20    | 7        | 4       | 9        | 41.67%         |

## Títulos

#### Categorias de Base
Sport
- Campeonato Pernambucano Sub-20: 2015, 2016

#### Profissional
Salgueiro
- Campeonato Pernambucano: 2020

Sampaio Corrêa
- Campeonato Maranhense: 2021

Sergipe
- Campeonato Sergipano: 2022

### Prêmios individuais
- Melhor Treinador do Campeonato Pernambucano: 2020[19][20]